# Pismo Azteków
Pismo Azteków, znane również jako Pismo Nahuatl – przedkolumbijski rodzaj pisma nahuatl, który posługiwał się piktogramami i logogramami. Pismo używane było w środkowym Meksyku przez lud Nahua w okresie postklasycznym.

## Pochodzenie

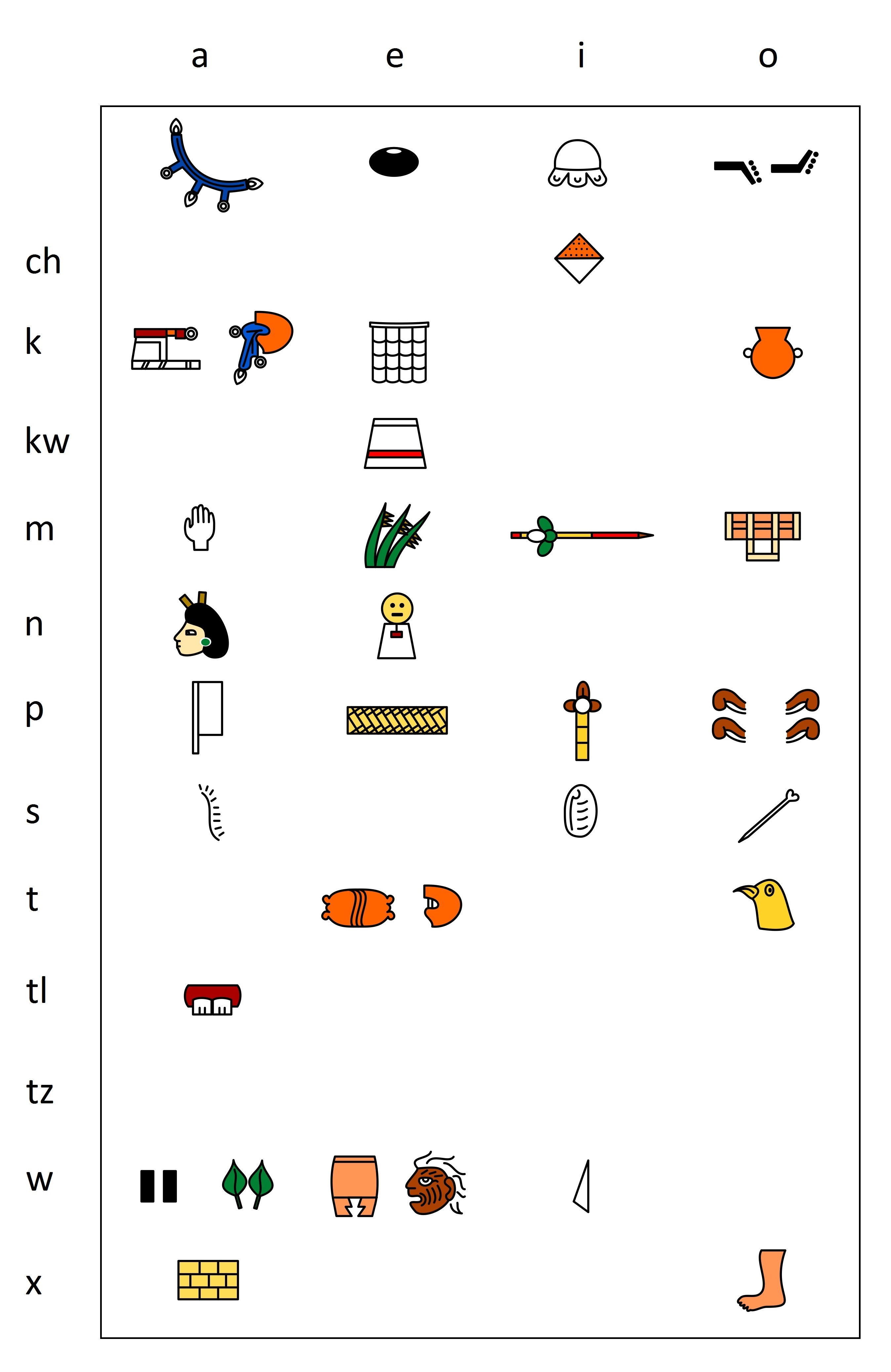
Sylaby w piśmie Azteków przedstawione przez Lacadena i Wichmanna (2004)

Pismo Azteków wywodzi się z systemów pisania używanych w środkowym Meksyku, takich jak pismo zapoteckie. Uważa się, że pierwsze inskrypcje znalezione w Oaxaki zakodowały pismo zapoteckie, częściowo ze względu na sufiksy numeryczne charakterystyczne dla języków zapoteckich.

## Cyfry
Aztecki system liczbowy był dwudziestkowy. Takim samym systemem posługiwali się również Majowie. Pojedyncze cyfry, od jednego do dziesięciu, były oznakowane kropkami lub co pięć cyfr, flagami (5, 10, 15, 20). Od 100 do czterystu symbolem cyfr był jodła, którą dzielono na cztery części: 1/4 to 100, 2/4 to 200, 3/4 to 300, a cała jodła oznacza 400. W ten sam sposób przedstawiano większe cyfry, np. od 2000 do 8000, ale tym razem symbolem była wiązka.

## Wymarcie
Pismo Azteków wyszło z użycia z powodu władz kolonialnych, kościelnych i rządowych, przy współudziale miejscowej ludności, która została zindoktrynowana kulturą hiszpańską. Stara Biblioteka w Texcoco, która według ówczesnych źródeł zawierała największy zbiór literacki i historyczny, została zniszczona przez rząd kolonialny na rozkaz duchowego Juan de Zumárraga, który zebrał azteckie dokumenty i przeznaczył je na spalenie.